# فضیلت خانم و دخترانش
فضیلت خانم و دخترانش (به ترکی استانبولی: Fazilet Hanım ve Kızları) یک مجموعه تلویزیونی ترکی در ژانر درام با بازی نازان کسال، دنیز بایسال، چاعلار ارطغرل، افرا ساراچ‌اوغلو، ماهیر گونشیرای و آلپ نوروز است. پخش این مجموعه تلویزیونی در ۲۵ مارس ۲۰۱۷ در استار تی‌وی آغاز و در ۹ ژوئن ۲۰۱۹ به پایان رسید.

## خلاصهٔ داستان
این مجموعه تلویزیونی داستان یک مادر مجرد به نام فضیلت و دو دخترش هازان و اِجه را به تصویر می‌کشد. فضیلت مشتاق است با سوق دادن دختر کوچکترش اِجه به دنیای مد و مدلینگ، وضعیت مالی و اجتماعی خانواده خود را بهبود بخشد. دختر بزرگ‌تر فضیلت، هازان، به عنوان مربی تناسب اندام کار می‌کند و با مادرش روابط خوبی ندارد، زیرا او مخالف جاه طلبی‌های مالی او است. با این حال هازان در حین کار به عنوان مربی تناسب اندام، عاشق یک پسر ثروتمند (سینان) می‌شود و رابطه آنها زندگی هر دو خانواده را برای همیشه تغییر می‌دهد. اِجه، دانش‌آموز دبیرستانی است، اگرچه به دستور مادرش عمل می‌کند، اما از کودکی عاشق پسر همسایه، یاسین است. یاسین همکلاسی او و بسکتبالیست است که اِجه را دیوانه‌وار دوست دارد. مسیر زندگی اِجه با آشنایی با خانواده اِگِمَن (خانواده‌ای محترم و بسیار ثروتمند) عوض می‌شود. ورود فضیلت خانم به زندگی خانواده اگمن که زندگی فراتر از رؤیای آن‌ها دارند، همه چیز را تغییر می‌دهد.

## بازیگران و شخصیت‌ها
| بازیگر           | شخصیت          | قسمت‌ها      | توضیحات |
| ---------------- | -------------- | ----------- | ------- |
| نازان کسال       | فضیلت چامکیران | ۱–۵۰        |         |
| دنیز بایسال      | هازان چامکیران | ۱–۵۰        |         |
| چاعلار ارطغرل    | یائیز اگمن     | ۱–۵۰        |         |
| افرا ساراچ‌اوغلو  | اجه چامکیران   | ۱–۵۰        |         |
| آلپ نوروز        | سینان اگمن     | ۱–۵۰        |         |
| ماهیر گونشیرای   | حازم اگمن      | ۱–۵۰        |         |
| تولگا گولچ       | گوخان اگمن     | ۱–۵۰        |         |
| هازال تورسان     | یاسمین اگمن    | ۱–۵۰        |         |
| ادریس نبی تاشکان | یاسین دمیرکل   | ۱–۵۰        |         |
| اجم بالتاجی      | سلین اگمن      | ۱–۵۰        |         |
| توغبا ملیس ترک   | نیل            | ۱–۱۳، ۳۰–۵۰ |         |
| گلشن تونجر       | گزیده اگمن     | ۳–۱۸        |         |
| ترکان قلیچ       | کریمه ییلدیز   | ۲–۵۰        |         |

## قسمت‌ها
| فصل‌ها | فصل‌ها | قسمت‌ها | در ابتدا پخش شد | در ابتدا پخش شد | در ابتدا پخش شد |
| فصل‌ها | فصل‌ها | قسمت‌ها | تاریخ شروع      | تاریخ پایان     | کانال           |
| ----- | ----- | ------ | --------------- | --------------- | --------------- |
|       | ۱     | ۱۳     | ۲۵ مارس ۲۰۱۷    | ۱۷ ژوئن ۲۰۱۷    |                 |
|       | ۲     | ۳۷     | ۹ سپتامبر ۲۰۱۷  | ۹ ژوئن ۲۰۱۸     |                 |